# Zone de protection paysagère de Hollókő
La Zone de protection paysagère de Hollókő (hongrois : Hollókői Tájvédelmi Körzet, prononcé [ˈholloːkøːi ˈtaːjveːdɛlmi ˈkøɾzɛt]) est une aire protégée située dans le comitat de Nógrád, à proximité directe Hollókő, dans le massif du Cserhát et dont le périmètre est géré par le parc national de Bükk.